# Bretagne Classic Ouest-France 2019
La Bretagne Classic Ouest-France 2019, ottantatreesima edizione della corsa e valevole come trentaquattresima prova dell'UCI World Tour 2019 categoria 1.UWT, si è svolta il 1º settembre 2019 su un percorso di 248,1 km, con partenza e arrivo a Plouay, in Francia. La vittoria è stata appannaggio del belga Sep Vanmarcke, il quale ha completato il percorso in 6h12'23", alla media di 39,975 km/h, precedendo il connazionale Tiesj Benoot e l'australiano Jack Haig.
Sul traguardo di Plouay 90 ciclisti, su 172 partenti, hanno portato a termine la competizione.

## Squadre e corridori partecipanti
| N.      | Cod. | Squadra               |
| ------- | ---- | --------------------- |
| 1-7     | ALM  | AG2R La Mondiale      |
| 11-16   | AST  | Astana Pro Team       |
| 21-27   | LTS  | Lotto Soudal          |
| 31-37   | EF1  | EF Education First    |
| 41-47   | TJV  | Team Jumbo-Visma      |
| 51-57   | CPT  | CCC Team              |
| 61-66   | TBM  | Bahrain-Merida        |
| 71-77   | BOH  | Bora-Hansgrohe        |
| 81-87   | TDD  | Team Dimension Data   |
| 91-97   | UAD  | UAE Team Emirates     |
| 101-107 | MOV  | Movistar Team         |
| 111-117 | DQT  | Deceuninck-Quick-Step |
| 121-127 | MTS  | Mitchelton-Scott      |

| N.      | Cod. | Squadra                    |
| ------- | ---- | -------------------------- |
| 131-137 | TDE  | Total Direct Énergie       |
| 142-147 | TKA  | Team Katusha Alpecin       |
| 151-157 | VCB  | Vital Concept-B&B Hotels   |
| 161-167 | INS  | Team Ineos                 |
| 171-177 | GFC  | Groupama-FDJ               |
| 181-187 | PCB  | Team Arkéa-Samsic          |
| 191-197 | COF  | Cofidis, Solutions Crédits |
| 201-207 | SUN  | Team Sunweb                |
| 211-217 | TFS  | Trek-Segafredo             |
| 221-227 | WGG  | Wanty-Gobert Cycling Team  |
| 231-237 | DMP  | Delko Marseille Provence   |
| 241-247 | ICA  | Israel Cycling Academy     |

## Ordine d'arrivo (Top 10)
| Pos. | Corridore          | Squadra     | Tempo    |
| ---- | ------------------ | ----------- | -------- |
| 1    | Sep Vanmarcke      | Educ. First | 6h12'23" |
| 2    | Tiesj Benoot       | Lotto       | a 3"     |
| 3    | Jack Haig          | Mitchelton  | s.t.     |
| 4    | Michael Valgren    | Dimension   | a 20"    |
| 5    | A. Grøndahl Jansen | Jumbo       | s.t.     |
| 6    | Greg Van Avermaet  | CCC         | s.t.     |
| 7    | Benoît Cosnefroy   | AG2R        | s.t.     |
| 8    | Tim Wellens        | Lotto       | a 22"    |
| 9    | Florian Sénéchal   | Deceuninck  | a 28"    |
| 10   | Eduard Prades      | Movistar    | s.t.     |